# Desmond Dube
Desmond Dube, född 27 november 1969, är en sydafrikansk skådespelare.
Dube har bland annat medverkat i TV-serierna Damernas detektivbyrå (2008-2009) och Reyka – brottsprofilerare från 2021. Han har även medverkat i filmen Hotel Rwanda från 2004.

## Filmografi (i urval)
- 2004 – Hotel Rwanda
- 2008–2009 – Damernas detektivbyrå (TV-serie)
- 2021 – Reyka – brottsprofilerare (TV-serie)